# Рафаел Маркес
Рафаел Ма̀ркес А̀лварес (на испански: Rafael Márquez Álvarez) е бивш мексикански футболист, централен защитник. Роден е на 13 февруари 1979 година в Самора, Мичоакан.

## Състезателна кариера
Маркес започва кариерата си в мексиканския клуб Атлас де Гуадалахара, за когото през 1996 г. дебютира едва 17-годишен. Записва 77 срещи за отбора и печели второ място в мексиканския шампионат. През 1999 г. френския Монако го привлича в състава си за € 6 милиона. Още в първия си сезон с клуба, печели Лига 1 и триумфира с шампионската титла на Франция. Въпреки засиления интерес от големите клубове, той ще остане в Монако до 2003 г., когато подписва с Барселона за € 5 млн. По този начин той става първият мексикански футболист, обличал екипа на каталунския гранд.
В първия си сезон за Барселона, Маркес записва 21 срещи и помага на отбора да завърши на второ място в Примера Дивисион. През втория си сезон, поради травми на съотборниците му Тиаго Мота, Едмилсон и Джерард Лопес, той е преместен от обичайния си пост като централен защитник и е преквалификациран като дефанзивен полузащитник. Утвърждава се като един от основните играчи, с които Барселона печели 17-а титла. След травма в лявото коляно и последвало едномесечно лечение, Маркес се завръща в игра за първия мач от полуфинала в Шампионската лига срещу Милан. Барселона печели на Сан Сиро с минималното 0:1, а реванша завършва при нулево равенство.
На 17 май 2006 г. Маркес играе на финала в който Барселона побеждава английския Арсенал и печели Шампионската лига. Това постижение го прави първия футболист в историята на мексиканския футбол спечелил европейски турнир, нещо което дори легендарният Хуго Санчес не успя да постигне по време на престоя си в Реал Мадрид. След края на Световното първенство през 2006, Рафаел Маркес подписва нов договор за 4 години на стойност 38,5 милиона долара.
През сезон 2007 – 2008, докато капитанът Карлес Пуйол е контузен, Маркес сформира отлично партньорство с новопривлечения Габриел Милито, но последвала нова контузия води до спад в състезателната му форма.
През 2010 преминава в Ню Йорк Ред Булс.

## Национален отбор
Прави дебют с Мексиканския Национален отбор на 5 февруари 1997 срещу Еквадор и се превръща в един от най-важните му играчи. През 1999 г. печели с Мексико Купа на конфедерациите и Златна купа на КОНКАКАФ. На Световното първенство през 2002 г. в Япония и Ю Корея, Маркес взима участие във всичките 4 мача на Националния отбор. Старши треньора Хавиер Агире му предоставя и капитанската лента въпреки 23-годишната му възраст. След силно представяне в груповата фаза на турнира, Маркес получава червен картон при загубата от САЩ с 2 – 0, за умишлен удар срещу Коби Джоунс в последната минута на срещата. Маркес е неразделна част от Националния отбор в квалификациите и последвалото Световно първенство в Германия 2006
Там той отново взима участие във всичките 4 срещи на Нац.отбор и вкарва гол при заубата с 1:2 от Аржентина.

## Успехи
- Мексико
- Купа на конфедерациите
  - Победител – 1999
- Златна купа на КОНКАКАФ:
  - Победител – 2003
- Копа Америка
  - Финалист – 2001 г.
    - 3-то място – 1999 и 2007
- Монако
  - Лига 1 – 2000
  - Суперкупа на Франция – 2000
  - Купа на Френската лига – 2003
- Барселона
  - Световно клубно първенство
    - Финалист – 2006

  - Примера Дивисион
    - Шампион (2) – 2005 и 2006

  - Суперкупа на Испания (2) 2005 и 2006
  - Шампионска лига – 2006

ИНДИВИДУАЛНИ
- Най-добър защитник в Лига 1 Сезон 1999 – 2000.
- Най-добър северноамерикански футболист – 2005 година.
- 3-тия най-популярен играч в света – 2006 г.